# Gjoa Haven
Gjoa Haven, inuktitut Uqsuqtuuq, ᐅᖅᓱᖅᑑᖅ, är ett samhälle beläget på King William Island i det kanadensiska territoriet Nunavut. Befolkningen uppgick år 2016 till 1 324 invånare. Namnet kommer av norskans Gjøahavn och är döpt efter upptäcktsresanden Roald Amundsen och hans skepp Gjøa.